# Richard Stone
John Richard Nicholas Stone (ur. 30 sierpnia 1913 w Londynie, zm. 6 grudnia 1991 w Cambridge) – brytyjski ekonomista, laureat Nagrody Banku Szwecji im. Alfreda Nobla w dziedzinie ekonomii w 1984 roku.

## Życiorys
Studiował w Gonville and Caius College na Uniwersytecie Cambridge. W latach 1955–1980 był profesorem Uniwersytetu Cambridge. Opracował rachunek dochodu narodowego, służący do pomiaru całkowitych dochodów i wydatków w kraju; metoda Stone'a jest stosowana przez ONZ, Międzynarodowy Fundusz Walutowy i Bank Światowy. Za wniesienie fundamentalnego wkładu w rozwój rachunku dochodu narodowego został uhonorowany Nagrodą Banku Szwecji im. Alfreda Nobla w dziedzinie ekonomii w 1984.
Miał również znaczący wkład w dziedzinie pomiaru zachowania konsumentów. Jako pierwszy wykorzystał dane na temat cen dóbr oraz wydatków i dochodów konsumentów aby oszacować empirycznie ich funkcje użyteczności.

## Prace
- National Income and Expenditure (1944, z Jamesem Meade'm)
- The Role of Measurement in Economies (1951)
- Matematyka w naukach społecznych (1966, wydanie polskie 1970)
- Mathematical Models of the Economy and Other Essays (1970)
- Aspects of Economic and Social Modelling (1981)